# Pleurodema thaul
Espèce
Statut de conservation UICN

 LC  : Préoccupation mineure
Pleurodema thaul est une espèce d'amphibiens de la famille des Leptodactylidae.

## Répartition
Cette espèce se rencontre du niveau de la mer à 2 100 m d'altitude, :
- au Chili des territoires arides du Nord à la forêt australe de Nothofagus du Sud ;
- en Argentine de la rive ouest du lac Epulafquen dans le département de Minas dans la province de Neuquén vers le Sud à la zone entre les lacs la Plata et La Chico, dans le département de Río Senguer dans la province de Chubut.

## Liste des synonymes
- Bufo thaul Schneider, 1799
- Pleurodema elegans Bell, 1843

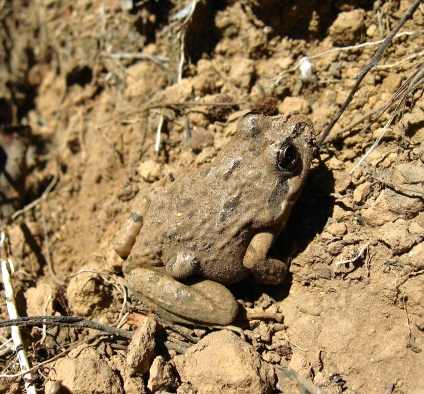
Pleurodema thaul

- Paludicola frenata Cope, 1890 "1889"
- Pleurodema andicola Philippi, 1902
- Pleurodema andina Philippi, 1902
- Pleurodema aspera Philippi, 1902
- Pleurodema belli Philippi, 1902
- Pleurodema bibroni var. gracilis Philippi, 1902
- Pleurodema bibroni var. grandis Philippi, 1902
- Pleurodema coquimbensis Philippi, 1902
- Pleurodema carbonaria Philippi, 1902
- Pleurodema fusca Philippi, 1902
- Pleurodema glandulosa Philippi, 1902
- Pleurodema longipes Philippi, 1902
- Pleurodema plebeya Philippi, 1902
- Pleurodema phryniscoides Philippi, 1902
- Pleurodema pseudophryne Philippi, 1902
- Pleurodema verrucosa Philippi, 1902

## Publication originale
- Schneider, 1799 : Historiae amphibiorum naturalis et literariae fasciculus primus, vol. 1 (texte intégral).